# Les Loges-sur-Brécey
Les Loges-sur-Brécey är en kommun i departementet Manche i regionen Normandie i norra Frankrike. Kommunen ligger i kantonen Brécey som tillhör arrondissementet Avranches. År 2022 hade Les Loges-sur-Brécey 117 invånare.

## Befolkningsutveckling
Antalet invånare i kommunen Les Loges-sur-Brécey
| Referens: INSEE |